# Gerd Neggo

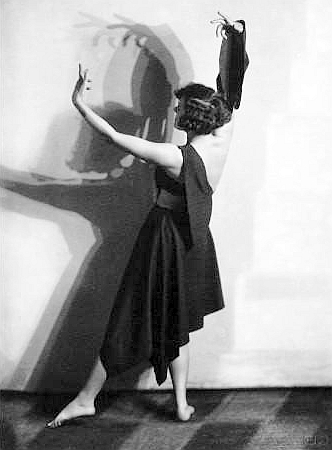
Gerd Neggo. Aufnahme von 1928.

Gerd Neggo (* 28. Oktoberjul. / 9. November 1891greg. in Kuressaare, Insel Saaremaa; † 1. September 1974 in Stockholm, Schweden) war eine estnische Tänzerin, Tanzpädagogin und Choreografin.

## Leben
Gerd Neggo erlernte 1920 in Stockholm bei Émile Jaques-Dalcroze das von diesem entwickelte System der rhythmisch-musikalischen Erziehung. Von 1921 bis 1924 studierte Neggo im Studio des ungarischen Tänzers und Choreografen Rudolf von Laban in Hamburg. Als Solistin trat sie auf seiner experimentellen Tanzbühne Laban auf.
1924 kehrte Neggo nach Estland zurück und trug Labans Methode in ihr Heimatland. Im selben Jahr gründete sie ihr eigenes Tanzstudio in der Hauptstadt Tallinn, das bis 1940 existierte. Von 1925 bis 1933 und von 1939 bis 1941 unterrichtete Neggo Tanz und Bewegung an renommierten staatlichen Theaterschulen in Tallinn.
Neggo gilt als eine der Begründerinnen des modernen estnischen Ausdruckstanzes sowie von Pantomime und Bewegungskultur in Estland. Bei ihr haben zahlreiche estnische Tänzerinnen Unterricht genommen.
1944 flüchtete Neggo mit ihrer Familie vor der sowjetischen Besetzung Estlands nach Schweden. Sie war dort als Postangestellte tätig. Neggo starb 1974 in hohem Alter in der schwedischen Hauptstadt.
Gerd Neggo war die Ehefrau des estnischen Journalisten und Dramaturgen Paul Olak (1880–1949).